# Sorda
Sorda é uma bolacha popular, geralmente barata e tradicional, originário do nordeste brasileiro, feito de uma massa composta por farinha de trigo, mel de rapadura e especiarias, tais como cravo, canela e gengibre. Fabricado artesanalmente ou industrializado por fábricas panificadoras em quase todos os estados do nordeste brasileiro, sendo muito consumido na área do sertão .
Conhecido também em algumas localidades por soda, soda preta, bolacha preta, vaca preta, engasgador, mata-fome. Tem uma superfície externa lisa, consistência variando entre mais ou menos rígida (uma espécie de pão cuja massa é doce e escura em forma de bolacha que lembra carteiras - o cheiro e o sabor, consistência, cheiro, etc lembram um pouco o do panetone - como não há nada mais próximo é o menos distante).